# Estrilda
Estrilda is een geslacht van zangvogels uit de familie prachtvinken (Estrildidae).

## Soorten
Het geslacht kent de volgende soorten:
- Estrilda astrild  – Sint-Helenafazantje
- Estrilda atricapilla  – Zwartkapastrild
- Estrilda charmosyna  – Feeënastrild
- Estrilda erythronotos  – Elfenastrild
- Estrilda kandti  – Kandts astrild
- Estrilda melpoda  – Oranjekaakje
- Estrilda nigriloris  – Zwartmaskerastrild
- Estrilda nonnula  – Nonastrild
- Estrilda ochrogaster  – Ethiopische astrild
- Estrilda paludicola  – Moerasastrild
- Estrilda poliopareia  – Anambra-astrild
- Estrilda rhodopyga  – Teugelastrild
- Estrilda rufibarba  – Jemenastrild
- Estrilda troglodytes  – Napoleonnetje